# Turbo (Judas-Priest-Album)
Turbo ist das zehnte Studioalbum der britischen Heavy-Metal-Band Judas Priest, welches am 15. April 1986 veröffentlicht wurde. Es ist das erste Album, auf dem die Gruppe Gitarrensynthesizer benutzte, um klangliche Akzente zu setzen. Das Album hat eine deutlich kommerziellere Ausrichtung als vorherige Veröffentlichungen der Band, ähnlich der zu dieser Zeit populären Glam-Metal-Bands.

## Hintergrund
Nach der Veröffentlichung des Albums Defenders of the Faith (1984) und der anschließenden Tournee nahm Judas Priest im Juni 1985 die Arbeiten für das Nachfolgealbum in den Compass Point Studios in Nassau (Bahamas) auf. Ursprünglich war geplant, ein Doppelalbum (Twin Turbos) zu veröffentlichen, stattdessen wurde die Idee jedoch wieder verworfen und das bereits aufgenommene Material geteilt. Bei den Aufnahmen hatten die Musiker erstmals Gitarrensynthesizer eingesetzt, um sich klanglich dem kommerziell erfolgreichen Glam Metal (Poison, Bon Jovi) anzunähern. Die Band entschied sich, das eher auf Radiotauglichkeit produzierte Material für das neue Album zu verwenden.
Der Titel Reckless sollte ursprünglich für den Soundtrack zu Top Gun Verwendung finden. Die Gruppe lehnte dies jedoch ab, weil sie annahm, der Film würde nicht erfolgreich sein und weil die Veröffentlichung auf dem Soundtrack-Album bedeutet hätte, dass sie den Titel nicht auf ihrem eigenen Album hätte veröffentlichen dürfen.
Parental Guidance war als Antwort auf den Angriff Tipper Gores auf die Band entstanden. Ihre Organisation, das Parents Music Resource Center, hatte Eat Me Alive vom Album Defenders of the Faith auf Platz 3 seiner Liste der „15 anstößigsten Lieder“ gesetzt, weil es angeblich Oralsex unter einer vorgehaltenen Waffe beschrieb.
Im Rahmen der Reihe Judas Priest – The Remasters wurde Turbo 2001 auf CD wiederveröffentlicht und enthielt neben dem bis dahin unveröffentlichten Lied All Fired Up auch eine Live-Version von Locked In, die im Rahmen der am 23. Mai 1986 im „Kiel Auditorium“ in St. Louis (Missouri) entstanden war.
Auf allen wichtigen Best-of-Alben der Band, die von Sony/Columbia veröffentlicht wurden, wurde vor allem das Lied Turbo Lover verwendet. So enthielt die 1993 veröffentlichte 2-CD-Zusammenstellung Metal Works '73–'93 dieses Lied und daneben noch Wild Nights, Hot & Crazy Days. Die ebenfalls auf zwei CDs ausgelegte Kompilation The Essential aus dem Jahr 2006 enthält neben Turbo Lover noch Out in the Cold. Auf dem 4-CD-Boxset Metalogy, das 2004 erschienen ist, sind neben diesen beiden Liedern noch Private Property, Parental Guidance und die zuvor unveröffentlichte Demoaufnahme Heart of a Lion enthalten. Die 2011 auf lediglich einer CD veröffentlichte Zusammenstellung Single Cuts enthält dem Titel entsprechend Turbo Lover und Locked In.

## Titelliste
Alle Titel geschrieben und arrangiert von Glenn Tipton, Rob Halford und K. K. Downing.
1. Turbo Lover – 5:32
2. Locked In – 4:18
3. Private Property – 4:29
4. Parental Guidance – 3:24
5. Rock You All Around the World – 3:35
6. Out in the Cold – 6:26
7. Wild Nights, Hot & Crazy Days – 4:39
8. Hot for Love – 4:11
9. Reckless – 4:18

### Bonustracks (Wiederveröffentlichung 2001)
1. All Fired Up – 4:43
2. Locked In (Live) – 4:22

## Rezeption
Kommerziell war Turbo ein erfolgreiches Album, was sich durch Chartplatzierungen in den USA und Großbritannien ausdrückte. In den USA wurde das Album außerdem am 10. Juni 1986 mit einer Goldenen Schallplatte ausgezeichnet; drei Jahre später (24. Juli 1989) sogar mit Platin. Bei den Kritikern und Fans fiel das Album jedoch überwiegend durch.
Der Rezensent Michael Rensen (Rock Hard) schrieb über Turbo, es sei „Poprock pur, eine Ansammlung von radiokompatiblen Weichspülernummern, die von nicht sonderlich clever eingesetzten Synthesizer-Gitarren noch zusätzlich verwässert“ würden. Es könne gegen seine beiden Vorgänger (Screaming for Vengeance und Defenders of the Faith) „zu keiner Sekunde auch nur ansatzweise anstinken“.
Eine andere Linie vertrat das Magazin Metal Hammer in seiner Rezension: Es sei „sogar abzusehen, daß Judas Priest mit 'Turbo' dem Heavy Metal völlig neue Zielgruppen erschließen“ würden. Bereits Turbo Lover deute „bereits die musikalische Grundlinie dieses Albums an:“ Die Gitarristen Downing und Tipton hätten „bei der gesamten Album-Produktion mit neuartigen Gitarrensynthesizern gearbeitet, die teilweise wie Keyboards“ klängen. Teilweise gehe das „auf Kosten der sonst von Priest so gewohnten powervollen Gitarrenattacken;“ alles wirke auf Turbo „melodischer und geschliffener.“ Trotzdem sei Judas Priest „mit dieser zehnten LP auf dem Weg zum Kommerz ein kleines Meisterwerk gelungen.“
Musikexpress konstatierte, mit Turbo verströmten Judas Priest „die kalkulierte, schneidende Kälte, die ihren gletscherkalten Hardrock seit Jahren“ kennzeichne. Die Band dürfe „Vergleichen mit großen Vorbildern der Metal-Urzeit gelassen entgegensehen:“ Turbo sei „bar jeder Angriffsflächen. Panzerplatten aus stoisch brutaler Schlagzeugarbeit und unbeirrbar pumpenden Baßlinien“ seien „offensive Kraftquellen gegen jegliche Angriffe.“
Steve Huey, Rezensent bei Allmusic, schrieb, Judas Priest hätten durch den „Einsatz von Synthesizern und stilistische Ausflüge in den Pop-Metal der 1980er Jahre“ versucht, ihren „Sound zu erneuern und ihre melodische Seite zu akzentuieren“, und merkte an, das Lied Wild Nights, Hot & Crazy Days klinge „mehr wie Poison, allerdings mit Synthesizern“. Turbo Lover sei „eindeutig der beste Song auf der Platte und ein erfolgreicher Versuch, die ‘Priest-Formel’ zu erkennbar zu machen“. Häufig höre sich die Band jedoch „richtungslos an“, wirke „unsicher, welchen Weg sie gehen solle“ und durch den Einsatz der Gitarrensynthesizer und die „überpolierte Produktion“ entstehe beim Hörer ein Gefühl, als sei die Platte „zusammengesetzt und überarbeitet“. Huey bedauert dies als „unglücklich“, denn die besten Momente des Albums machten deutlich, „dass es mit einem klareren Fokus ein kreativer Erfolg“ hätte sein können. So sei es jedoch „Judas Priests schwächste Veröffentlichung seit Rocka Rolla“.